# Austromartyria porphyrodes
Austromartyria porphyrodes is een vlinder uit de familie van de oermotten (Micropterigidae). De wetenschappelijke naam van de soort is voor het eerst geldig gepubliceerd in 1932 door Turner als Sabatinca porphyrodes.